# Харирампур
Харирампур (бенг. হরিরামপুর, англ. Harirampur) — город в центральной части Бангладеш, административный центр одноимённого подокруга. Площадь города равна 11,1 км². По данным переписи 2001 года, в городе проживало 10 815 человек, из которых мужчины составляли 49,42 %, женщины — соответственно 50,52 %. Уровень грамотности населения составлял 32,6 % (при среднем по Бангладеш показателе 43,1 %). 